# Wasserstrahlantrieb

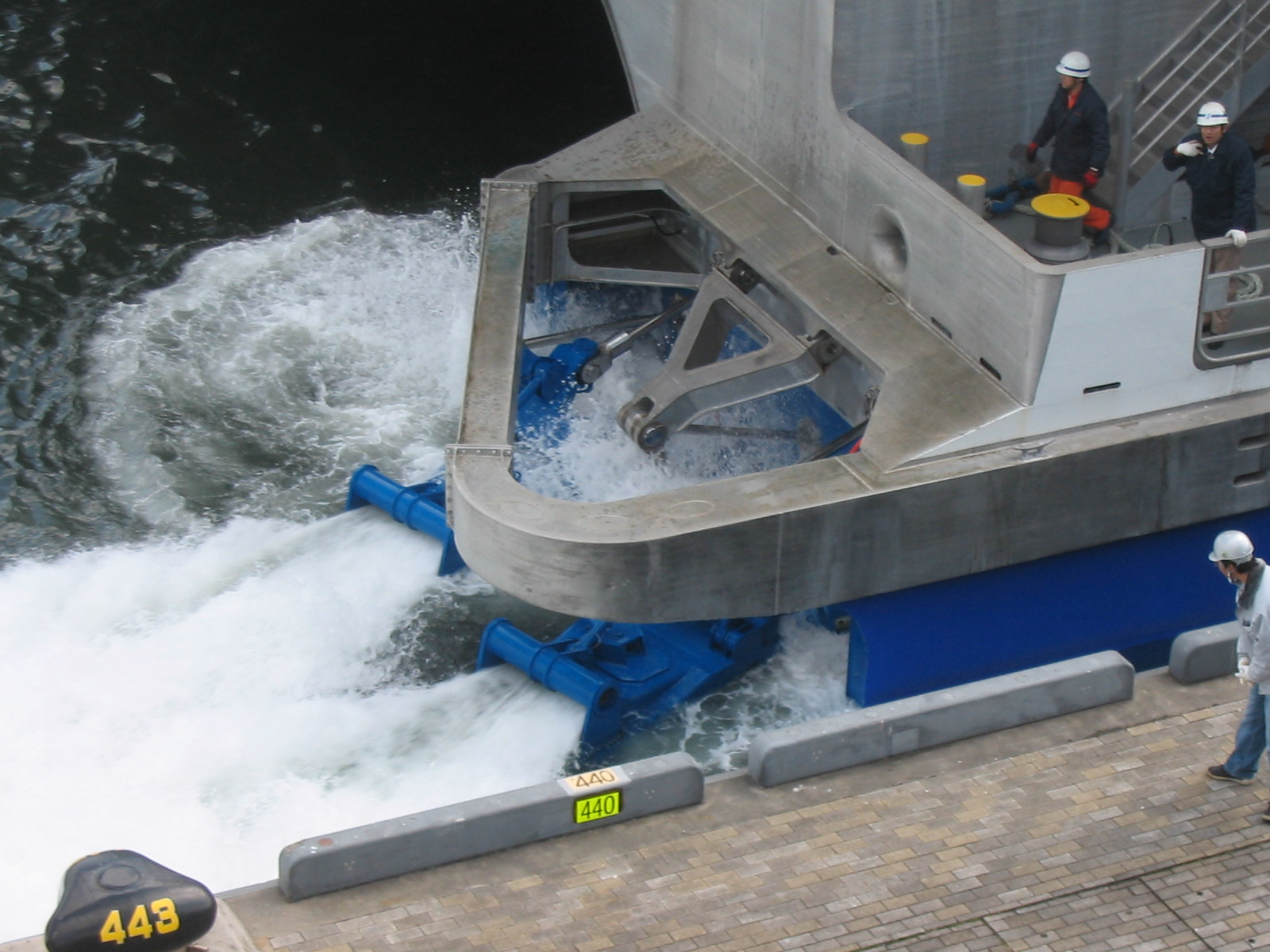
Katamaran mit Wasserstrahlantrieb

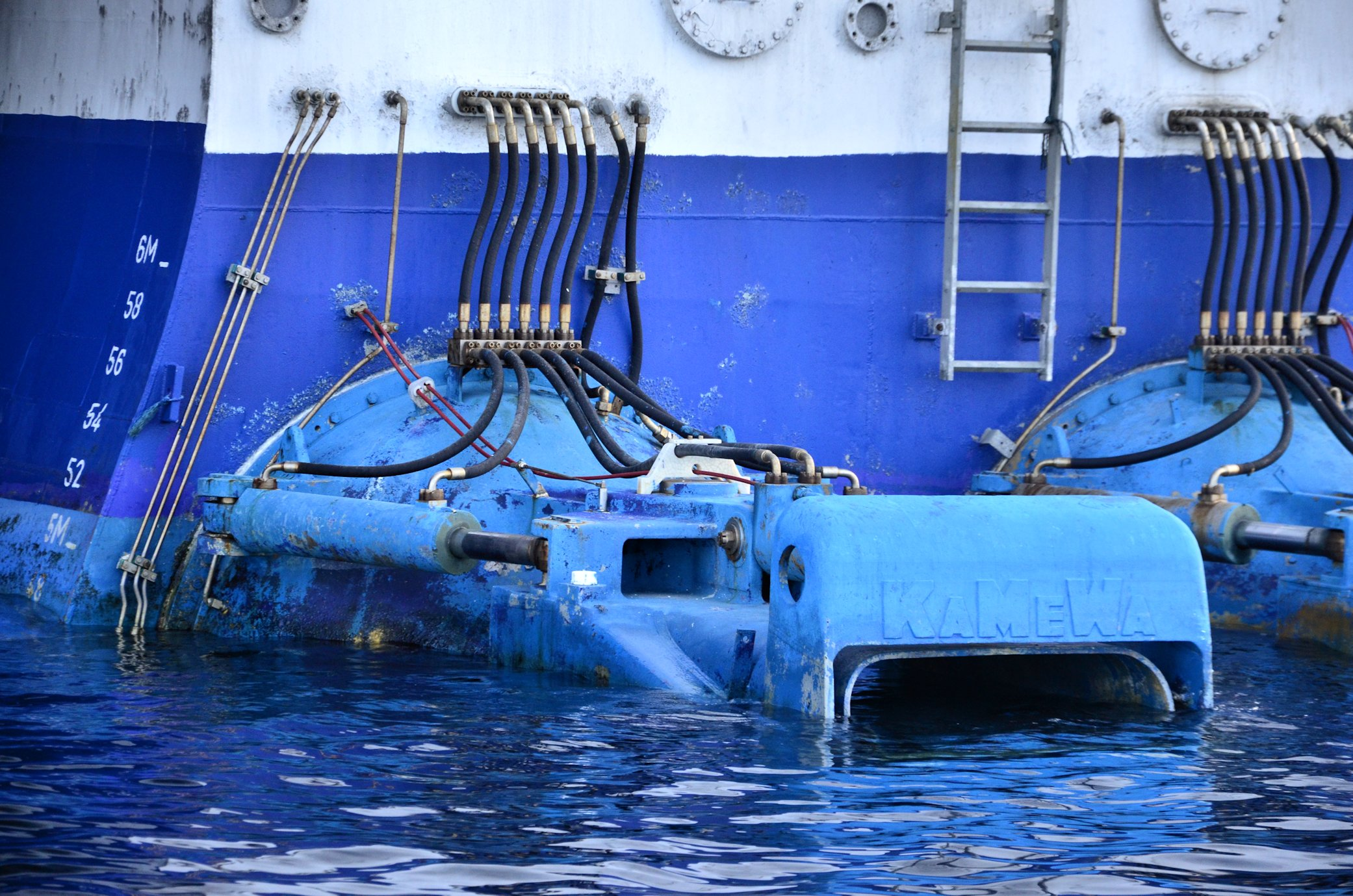
KaMeWa-Wasserstrahlantrieb

Ein Wasserstrahlantrieb (auch Pumpjetantrieb, Pumpenstrahlantrieb, Jetantrieb, Waterjetantrieb) ist ein Antriebsaggregat mit Rückstoßantrieb für hohe Geschwindigkeiten, in Spezialschiffen sowie für Rettungseinheiten und in der Sportschifffahrt, hier speziell in den Jetskis, aber auch in amphibischen Militärfahrzeugen. Über schnelllaufende und leichte Benzin- oder Dieselmotoren oder Gasturbinen wird ein Impeller – also ein ummantelter Propeller – angetrieben, der Wasser unter dem Rumpf ansaugt und über bewegliche Düsen am Heck wieder ausstößt.
Der Wasserstrahlantrieb ist nicht mit dem Düsenringpropeller, einem Antriebssystem einiger moderner U-Boote und Torpedos, zu verwechseln.

## Funktion und Vergleich zum konventionellen Antrieb

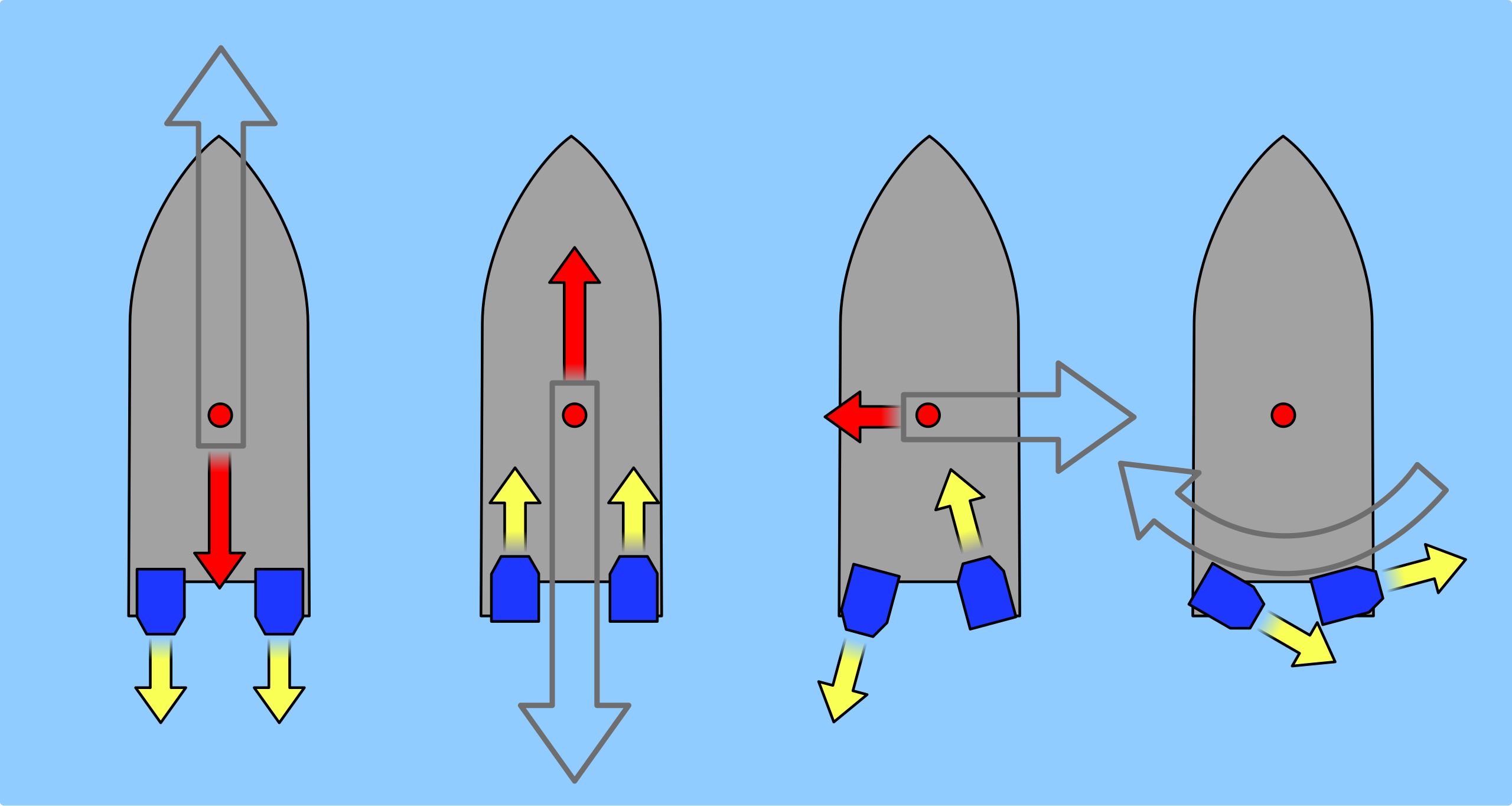
Wirkung der Stellung der Wasserstrahlantriebe zur Steuerung eines Bootes:
gelbe Pfeile: Richtung der Wasserstrahlen
roter Pfeil: Richtung und Betrag der resultierenden Schubkraft
grauer Pfeil: Bewegungsrichtung des Bootes

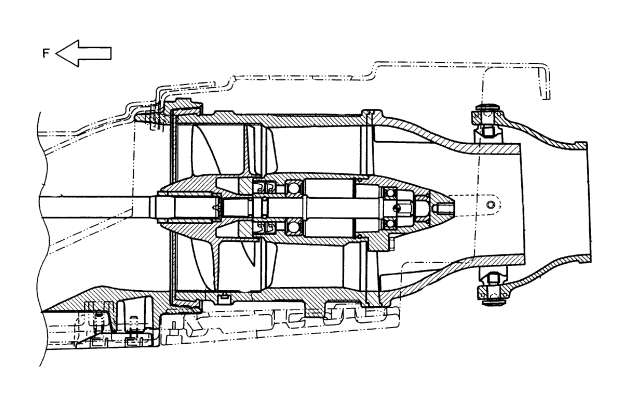
Schnittdarstellung eines Wasserstrahlantriebs eines Jetskis

Der Wasserstrahlantrieb ermöglicht effiziente Vektorsteuerung, indem die „bewegliche Düse“ in die Richtung geschwenkt wird, in die das Fahrzeug drehen soll. Tritt der Wasserstrahl nach Backbord aus, dreht das Wasserfahrzeug nach Backbord. Wird die Düse so gedreht, dass der Wasserstrahl nach Steuerbord austritt, dreht das Fahrzeug nach Steuerbord.
Rückwärts gefahren wird mit Hilfe von an der Austrittsdüse befindlichen Schubumkehrklappen, die den Wasserstrahl nach vorn unten ablenken. Dass die Lenkdüse dabei nicht zerstört wird und/oder der nach vorn unten gerichtete Wasserstrahl dabei nicht in den Wassereinlass des Jetantriebes gerät und den Wirkungsgrad auf Null drückt, wird im Detail von jedem Hersteller anders gelöst.

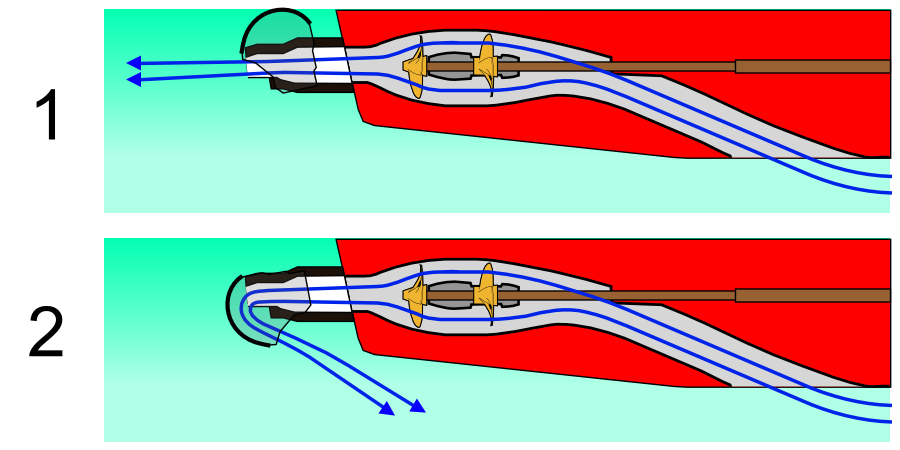
Schubumkehr durch Senkung der Schubumkehrklappe

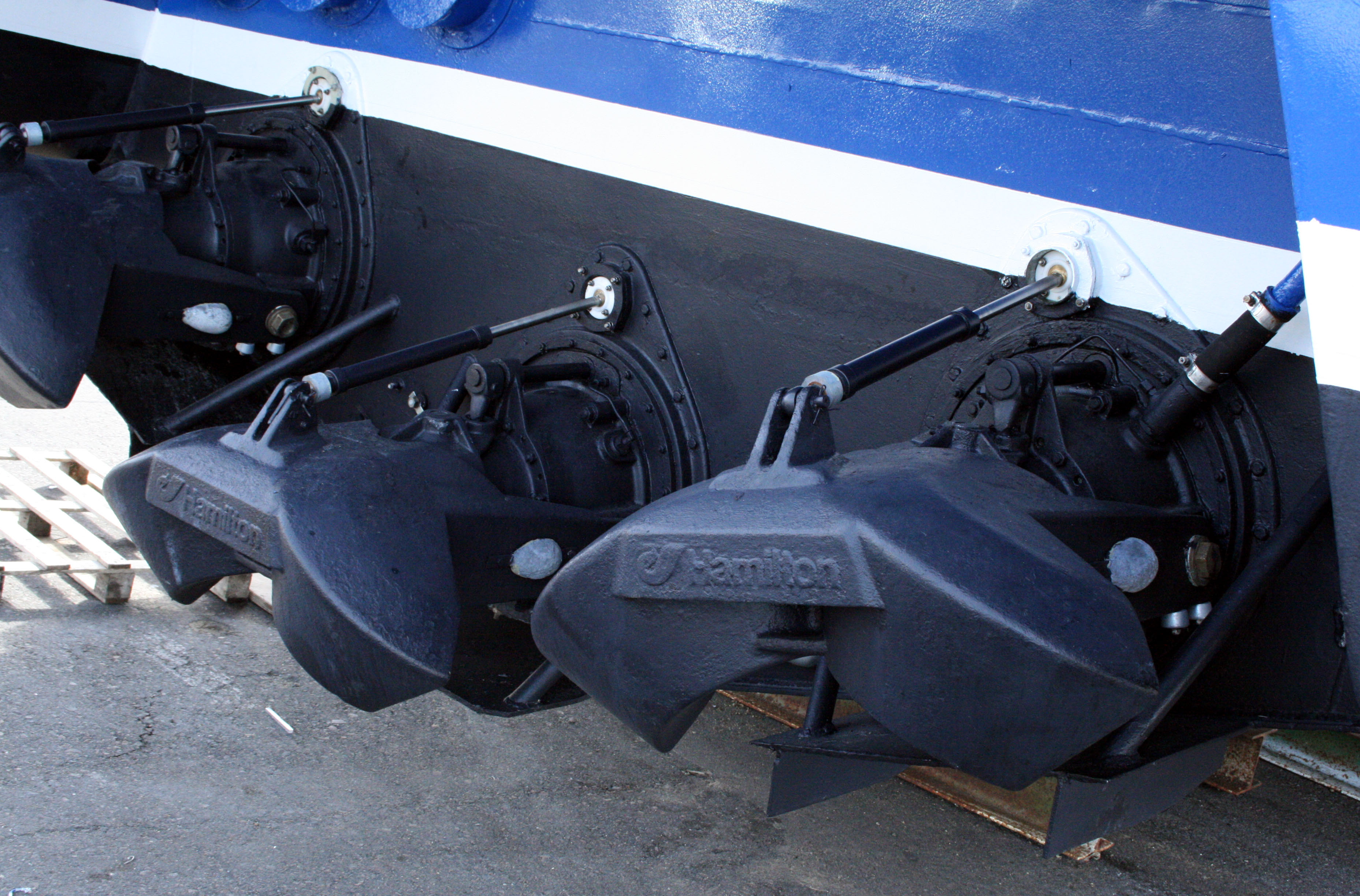
Wasserstrahlantriebe mit gesenkten Schubumkehrklappen

Im Vergleich zum klassischen Wasserfahrzeug mit Propellerantrieb lassen sich Wasserfahrzeuge mit Jetantrieb extrem flach bauen und betreiben und sind auch bei langsamster Fahrt äußerst wendig.
Die Kavitation setzt erst bei wesentlich höheren Strömungsgeschwindigkeiten ein als bei einem offen stehenden Propeller, da die Druckverhältnisse am Blatt eines Impellers im Jetantrieb denen einer Pumpe entsprechen.
Dies führt dazu, dass der Betrieb eines Jetantriebes wesentlich weniger Vibrationen und Lärm mit sich bringt als der einer konventionellen Antriebsanlage. Ein weiterer Vorteil des Jetantriebes ist, dass bei schwerer See der Schub nicht zurückgenommen werden muss, wenn die Düse durch Wellenanhub plötzlich aus dem Wasser kommt, solange die Wasseransaugöffnung genügend Wasser ziehen kann. Einen konventionellen Antrieb hingegen kann dieser Effekt beschädigen oder gar zerstören, wenn der Antrieb durch den plötzlich fehlenden Wasserwiderstand zu hoch dreht. Ein Wasserfahrzeug mit Jetantrieb kann also bei schwerer See deutlich schneller unterwegs sein als ein vergleichbares mit einem konventionellen Antrieb.
Der US-amerikanische Yachthersteller Hinckley, der einige seiner Boote sowohl mit Jets als auch mit Wellenanlagen baut, hat bei Tests herausgefunden, dass in schwerem Wetter ein Boot mit Jetantrieb bei knapp der doppelten Geschwindigkeit eines konventionell angetriebenen gleich großen Bootes sein Geschwindigkeitsmaximum findet. Das ist völlig unabhängig davon, ob zwei Boote mit Mehrantriebsanlagen oder mit Einzelantrieben miteinander verglichen werden.
Außerdem kann ein Boot mit einem oder mehreren Jetantrieben, ohne Rücksicht auf den Antrieb nehmen zu müssen, trockenfallen, also in einem Gezeitengebiet bei Ebbe auf dem Grund stranden, während beim Trockenfallen oder Stranden eines konventionell angetriebenen Bootes vor allem der Antrieb und die Steuerung bruchgefährdet sind.
Im Wasser befindliche Lebewesen wie Menschen, Vögel oder Fische werden durch einen Jetantrieb nicht gefährdet, während der Kontakt mit einem sich drehenden Propeller schwere bis tödliche Verletzungen zufügen kann. Ein Schwimmer ist von einem Boot mit Jetantrieb nur durch einen Zusammenstoß mit dem Rumpf bzw. Kiel sowie von der Möglichkeit, unter Wasser gedrückt zu werden, bedroht.
Das sind die Hauptgründe, warum Jetantriebe vor allem außerhalb Deutschlands bei Lotsen- und Rettungsgesellschaften, aber auch bei Polizei, Zoll und Küstenwachorganisationen immer mehr Verbreitung finden und Lotsenversetzboote, Seenotrettungsfahrzeuge, Polizei-, Zoll- und Küstenwachboote mit konventionellen Antrieben nach und nach ablösen.

## Geschichte und Schutzrechte

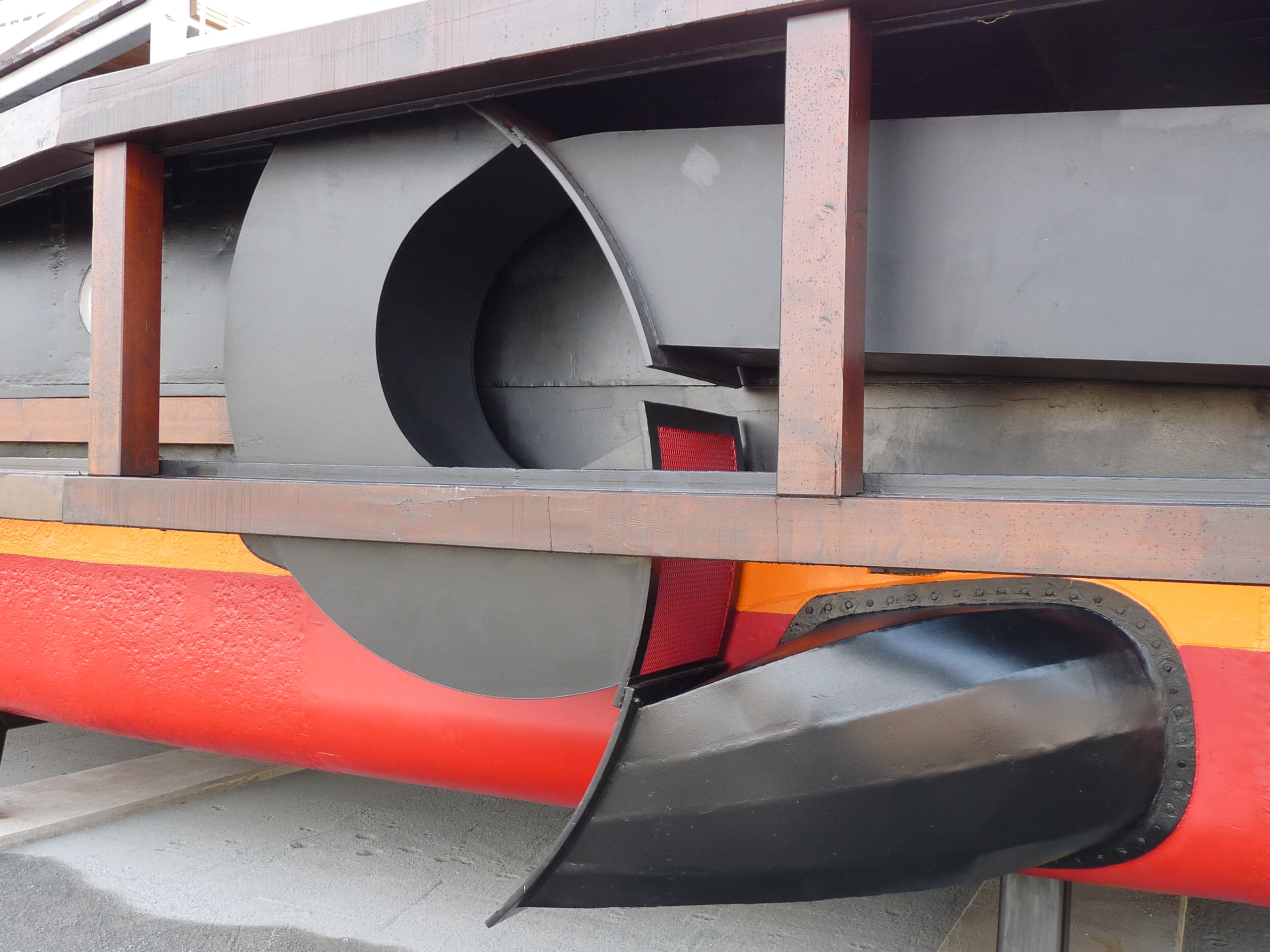
Wasserstrahlantrieb der Gustav Zeuner

In Schottland hatte ein Herr Ruthven die Idee gehabt, ein Schiff mittels Wasserströmung anzutreiben. Der Schiffbaumeister Alexander Seydell hatte Ruthven und dessen Ideen auf einer Englandreise kennengelernt. 1855 baute Seydell in Grabow bei Stettin den sogenannten „Reaktionsdampfer“ Albert, benannt nach einem Förderer Seydells. Das Schiff war 98 Fuß lang und 13 Fuß breit. Eine Dampfmaschine trieb eine Zentrifugalpumpe an, die Wasser durch auf beiden Seiten des Rumpfes angebrachte, drehbare Röhren pumpte. Je nach Stellung konnte das Schiff manövrieren, die Fahrtrichtung ändern oder sich im Kreis drehen. 1866 wurde die HMS Waterwitch gebaut, ein experimentelles Panzerschiff, das mit einem Wasserstrahlantrieb ausgestattet war. Dieser sogenannte hydraulische Propeller ging ebenfalls auf Mr Ruthven zurück. Ebenfalls mit einem Wasserstrahlantrieb war bereits 1895 der Kettendampfer Gustav Zeuner ausgerüstet. Auch eine Schubumkehr war dort bereits realisiert.
Im Jahre 1954 entwickelte der Neuseeländer Sir William Hamilton die Erfindung der Kreiselpumpe des Amerikaners Hanley zur Horizontalpumpe weiter. Schon früh war die Nachfrage so groß, dass Hamilton Lizenzen für den Nachbau der Jetantriebe vergab.
Inzwischen ist der (Nach-)Bau im Prinzip jedem möglich, da das Schutzrecht des Patentes abgelaufen ist.
Dabei gilt die Frage der Vektorsteuerung und der Schubumkehr als kompliziert und wird von jedem Hersteller anders behandelt. Patente auf dieses Ende des Jetantriebes sind noch gültig. Das Bild oben zeigt das Prinzip, welches der Schubumkehr eines Flugzeugtriebwerks ähnelt.
Ein anderes patentrechtliches Problem stellt sich am Ansaugstutzen des Jetantriebes, wo die Form des Diffusors das Strömungsverhalten beeinflusst. Es gibt hier für den Hochgeschwindigkeitsbereich verschiedene Patente.
Aktuell liefern die Wasserstrahlantriebe der Kongsberg Maritime, ursprünglich Rolls-Royce Commercial Marine, bzw. vorher KaMeWa (Karlstads Mekaniska Werkstad) die höchsten Geschwindigkeiten. Das Unternehmen baut den derzeit größten funktionsfähigen Jetantrieb, der von einer 36 MW starken Gasturbine angetrieben wird und einen Innendurchmesser von etwa drei Metern besitzt.

## Verbreitung, Wirkungsgrad und Baugrößen
Inzwischen hat der Jetantrieb auch Eingang in die Freizeit-/Sportschifffahrt gefunden. Einmal kommt er dort bei Jetski zum Einsatz, wo die Vermeidung einer Gefährdung von Schwimmern und die kompakte Bauweise zum leichten Transport wesentlich sind.

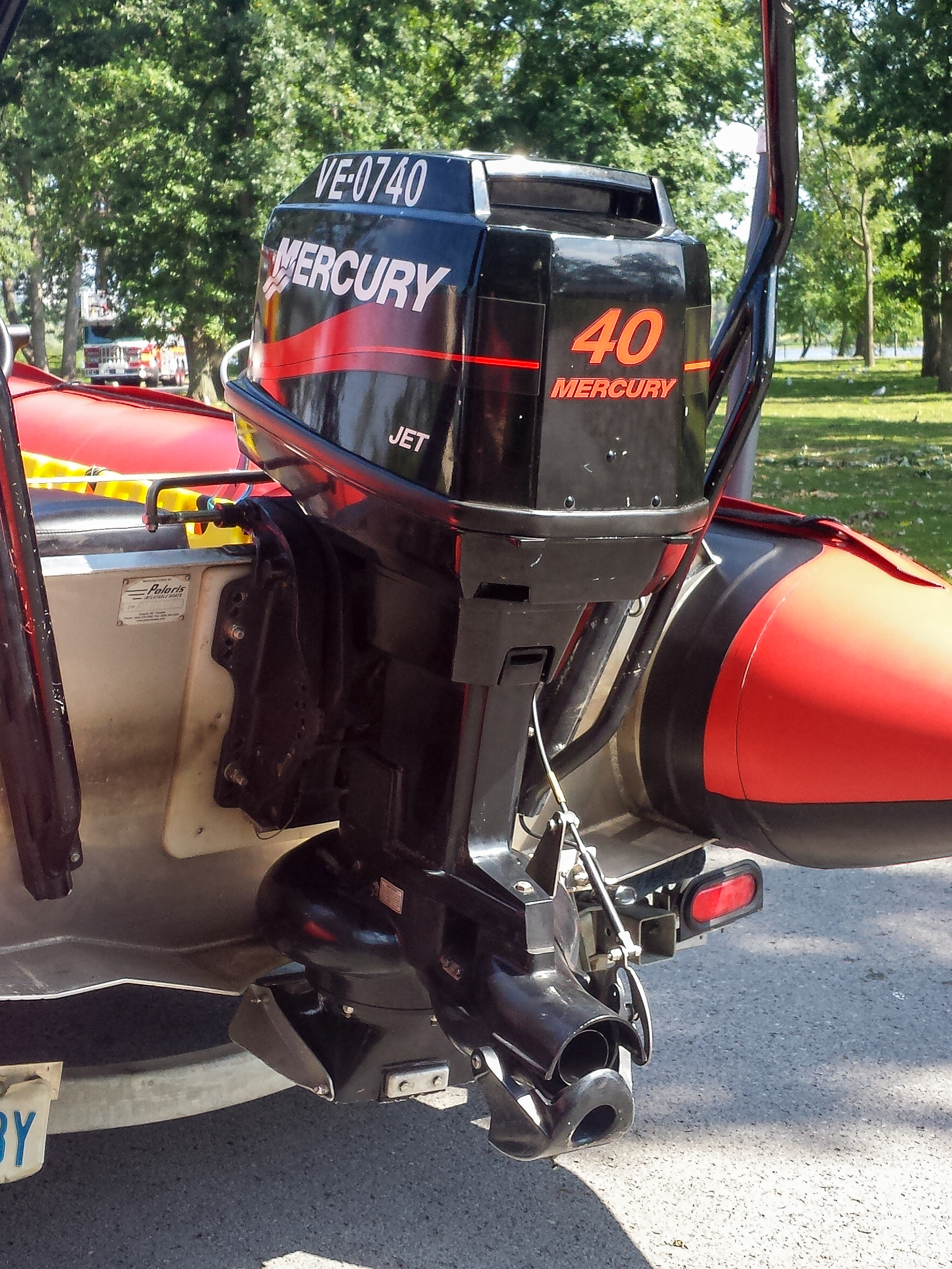
Außenbordmotor mit Wasserstrahlantrieb an einem Feuerwehrboot

Auch Außenbordmotorhersteller haben den Jetantrieb inzwischen im Programm, der dort allerdings anders funktioniert, da er sich dort nur als eine im Unterwasserteil integrierte Kreiselpumpe realisieren lässt. Gesteuert werden solche Jetantriebs-Außenbordmotoren, indem man den Motor in seiner Aufhängung am Spiegel des Bootes bewegt.

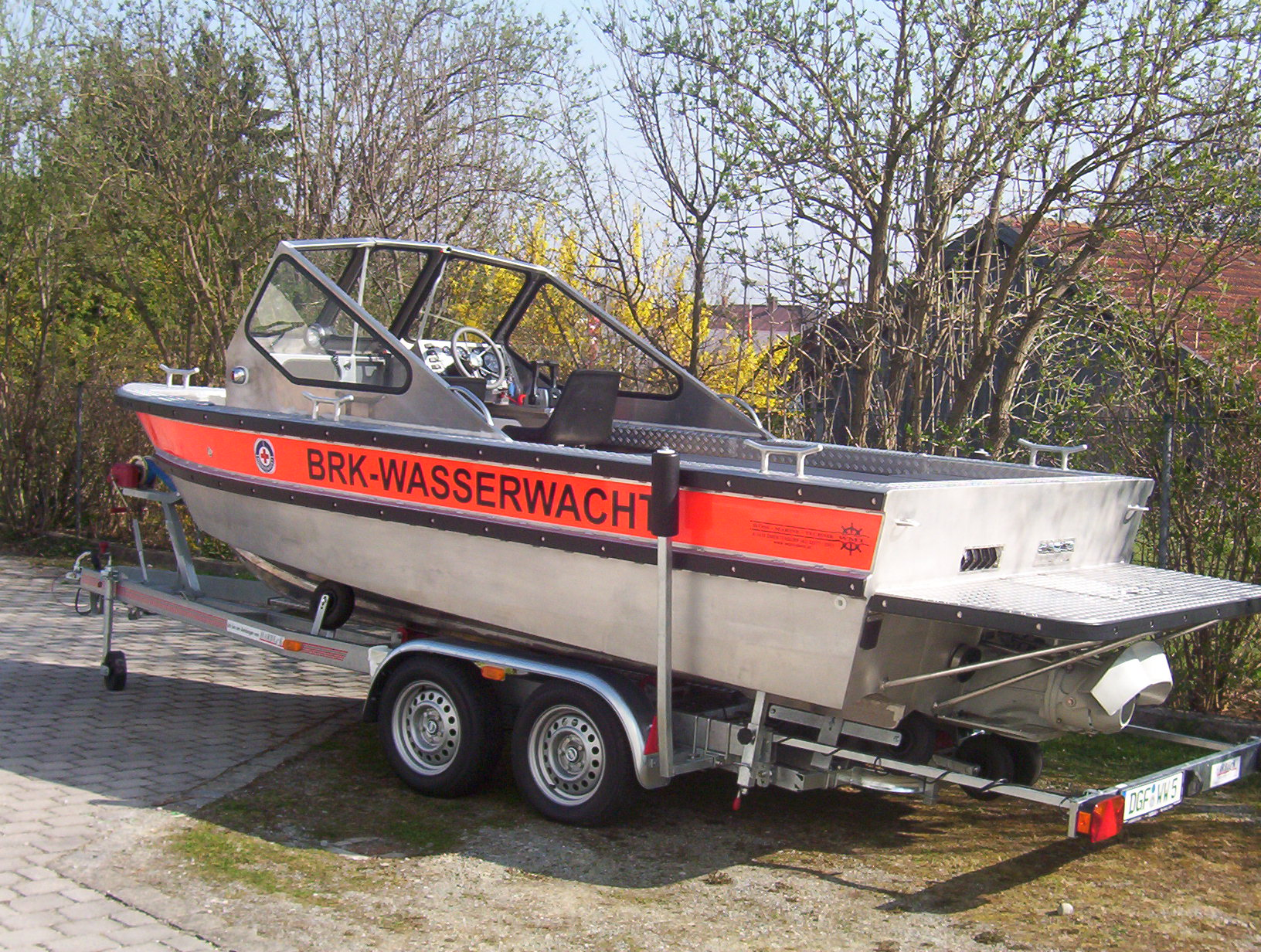
Motorrettungsboot der Wasserwacht mit Jetantrieb

Der Wirkungsgrad eines Jetantriebes, sei es Außenborder oder klassischer Innenbordantrieb, ist jedoch stets etwas schlechter als der eines konventionellen Antriebes durch einen Propeller. Im Vergleich mit konventionellen Mehrpropellerantrieben sind erst Mehrfachanlagen mit mehreren Jets pro Boot ökonomisch, da der Mehranlagenbetrieb bei konventionellen Antrieben den Gesamtwirkungsgrad eines Bootes/Schiffes mit jeder weiteren Propellerwelle drückt, was bei Jetantrieben nicht der Fall ist. Je nach Bootstyp und -konstruktion sowie Einsatzzweck ist im Gesamtwirkungsgrad eine Mehrjetanlage im Vergleich mit einer Mehrwellenanlage bei zwei bis drei Einheiten je Boot gleichwertig.
Sogar an Bord von Segelbooten/-schiffen kann man den Jetantrieb inzwischen finden, da bei abgeschaltetem Antrieb gesegelt werden kann, ohne dass ein im Wasser befindlicher Propeller oder Faltpropeller den Strömungsverlauf und damit den Wasserwiderstand und die Segeleigenschaften ungünstig beeinflusst.
Der mit einem Innendurchmesser von knapp einem Zentimeter kleinste funktionsfähige Jetantrieb wird derzeit von der Firma Graupner für den Schiffsmodellbau gefertigt. Trotz seiner geringen Größe besitzt er eine Schubumkehr und eine Vektorsteuerung. Verbreitet sind im Modellbaubereich auch die Jets von Kehrer Modellbau, aber auch Harztec-Modellbau bietet kleine leistungsstarke Jetantriebe an.